# Jessé de Lima
Jessé Farias de Lima (ur. 16 lutego 1981 w Recife) – brazylijski lekkoatleta, skoczek wzwyż. Czterokrotny mistrz Ameryki Południowej, dwukrotny złoty medalista mistrzostw ibero-amerykańskich, dwukrotny olimpijczyk (Ateny, Pekin).

## Przebieg kariery
W 1999 roku wystąpił na mistrzostwach Ameryki Południowej seniorów w Bogocie, na których zajął 5. miejsce. Niedługo po tym starcie wziął udział w mistrzostwach panamerykańskich U20 w Tampa, gdzie zdobył złoty medal. Krążek tego samego koloru otrzymał również na mistrzostwach kontynentu do lat 20 w 1999 i 2000 roku. Reprezentował swój kraj na mistrzostwach świata juniorów w Santiago, gdzie udało mu się w finale wywalczyć 4. miejsce.
W 2001 roku po raz pierwszy został mistrzem Ameryki Południowej, natomiast rok później zdobył pierwszy w karierze medal mistrzostw ibero-amerykańskich. Na igrzyskach olimpijskich w Atenach uzyskał w eliminacjach wynik 2,25 m – z nim uplasował się na 9. miejscu w grupie oraz 17. miejsce w gronie wszystkich zawodników. W latach 2006–2007 zdobył kolejne dwa tytuły mistrza kontynentu, był również uczestnikiem mistrzostw globu w Osace, na których awansował do finału i zajął w końcowej klasyfikacji 13. miejsce.
Wystąpił na igrzyskach olimpijskich w Pekinie. W jego ramach zwyciężył w eliminacjach (w swej grupie eliminacyjnej wygrał wspólnie z Tomášem Janků), uzyskując wynik 2,29 m, natomiast w finale zmagań zaliczył jedynie wysokość 2,20 m w pierwszym podejściu i zajął 10. miejsce.
Po drugim olimpijskim starcie udało mu się zdobyć w 2009 roku czwarty złoty medal mistrzostw Ameryki Południowej. Uczestniczył w mistrzostwach świata w Berlinie, tamtejszy występ zakończył w fazie eliminacji. Po raz ostatni w zawodach lekkoatletycznych wystąpił w czerwcu 2013 roku na mistrzostwach Brazylii, w ramach których uplasował się na 5. miejscu w finale skoku wzwyż.

## Osiągnięcia
| Rok     | Zawody                                   | Miasto         | Miejsce | Wynik |
| ------- | ---------------------------------------- | -------------- | ------- | ----- |
| 1999    | Mistrzostwa Ameryki Południowej          | Bogota         | 5.      | 2,15  |
| 1999    | Mistrzostwa panamerykańskie juniorów     | Tampa          | złoto   | 2,21  |
| 1999    | Mistrzostwa Ameryki Południowej juniorów | Concepción     | złoto   | 2,09  |
| 2000    | Mistrzostwa Ameryki Południowej juniorów | São Leopoldo   | złoto   | 2,09  |
| 2000    | Mistrzostwa świata juniorów              | Santiago       | 4.      | 2,18  |
| 2001    | Mistrzostwa Ameryki Południowej          | Manaus         | złoto   | 2,20  |
| 2001    | Uniwersjada                              | Pekin          | 10.     | 2,20  |
| 2002    | Mistrzostwa ibero-amerykańskie           | Gwatemala      | srebro  | 2,23  |
| 2003    | Mistrzostwa Ameryki Południowej          | Barquisimeto   | srebro  | 2,22  |
| 2003    | Igrzyska panamerykańskie                 | Santo Domingo  | 6.      | 2,16  |
| 2004    | Mistrzostwa ibero-amerykańskie           | Huelva         | srebro  | 2,21  |
| 2004    | Igrzyska olimpijskie                     | Ateny          | 9. H    | 2,25  |
| 2006    | Mistrzostwa ibero-amerykańskie           | Ponce          | złoto   | 2,24  |
| 2006    | Mistrzostwa Ameryki Południowej          | Tunja          | złoto   | 2,28  |
| 2007    | Mistrzostwa Ameryki Południowej          | São Paulo      | złoto   | 2,24  |
| 2007    | Igrzyska panamerykańskie                 | Rio de Janeiro | 4.      | 2,24  |
| 2007    | Mistrzostwa świata                       | Osaka          | 13.     | 2,21  |
| 2008    | Mistrzostwa ibero-amerykańskie           | Iquique        | złoto   | 2,20  |
| 2008    | Igrzyska olimpijskie                     | Pekin          | 10.     | 2,20  |
| 2009    | Mistrzostwa Ameryki Południowej          | Lima           | złoto   | 2,16  |
| 2009    | Mistrzostwa świata                       | Berlin         | 7. H    | 2,27  |
| Źródło: |                                          |                |         |       |

W latach 2003–2004 i 2006-2009 sześciokrotnie wywalczył tytuł mistrza Brazylii.

## Rekordy życiowe
Rekord życiowy zawodnika to 2,32 m i został ustanowiony 2 września 2008 roku w Lozannie, jest to też rekord Brazylii.